# Hafiz Sohan Halwa
Hafiz Sohan Halwa (Urdu : حافظ سوہن حلوہ) est une marque de confiserie pakistanaise basée à Multan, au Pakistan, qui fabrique du Sohan halwa.

## Histoire
L'entreprise a été fondée par Hafiz Habib ur Rahman en 1963. La boutique de halwa où l'entreprise a été lancée remonte à 1945.

## Produits
L'entreprise est décrite comme une pionnière des desserts halwa de Multan, qui sont populaires dans tout le Pakistan et exportés dans le monde entier.